# Samson (film 2018)
Samson – amerykańsko-południowoafrykański film biblijny, opowiadający o Samsonie.

## Obsada
- Taylor James – Samson
- Jackson Rathbone – Ralla, książę filistyński.
- Billy Zane – król Balek, król Filistynów i ojciec Ralla
- Caitlin Leahy – Dalila
- Rutger Hauer – Manoach, ojciec Samsona
- Lindsay Wagner – Zealphonis, matka Samsona
- Frances Sholto-Douglas – Taren, Filistynka, w której Samson się zakochał
- Greg Kriek – Caleb, brat Samsona

## Odbiór
Film został negatywnie oceniony przez krytyków, w serwisie Rotten Tomatoes przyznano mu średnią ocenę w wysokości 25/100.